# Acanthochondria triangularis
Acanthochondria triangularis is een eenoogkreeftjessoort uit de familie van de Chondracanthidae. De wetenschappelijke naam van de soort is voor het eerst geldig gepubliceerd in 2003 door Alves, Luque & Paraguassu.